# Black Rod

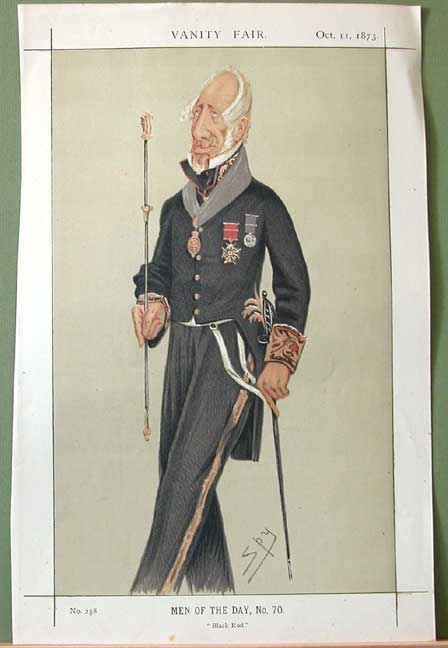
Karikatúra Sir Augustus W.J. Clifford admirálisról, mint Black Rodról

A Gentleman Usher of the Black Rod (kb. a „fekete pálca szertartásmestere”) a brit Lordok Háza és más nemzetközösségi parlamentek tisztviselője. Nevét hivatali pálcájáról – ébenfekete bot, rajta arany oroszlánnal – kapta. A tisztséget a 14. században hozták létre, eredetileg mint a Térdszalagrend szertartásmestere; a parlamenti kinevezés 1522-ből származik. A Black Rod feladata a rend fenntartása a Házban, és ő hívja meg az Alsóház tagjait a Lordok Házába, hogy meghallgassák az uralkodó trónbeszédét.